# Paros
Paros (en griego, Πάρος, Páros; en latín, Parus) es una isla griega del archipiélago de las Cícladas, en aguas del mar Egeo, al sur de la isla de Delos y al oeste de la de Naxos, de la que está separada por un canal. Es la tercera isla mayor del archipiélago, con 207 km² de extensión y 118 km de playas. Es una isla sin apenas vegetación, montañosa y con grandes extensiones llanas aptas para el cultivo. Posee dos grandes golfos naturales, el de Nausa y el de Parikia. El municipio tiene una población de 15.278 habitantes, conocidos por el gentilicio de parios. En la Antigüedad la isla tenía una ciudad a la que se la denominaba con su mismo nombre de Paros.

## Mitología
La mitología griega cuenta que el rey Minos estaba sacrificando a las Gracias en Paros cuando le informaron del asesinato de su hijo Androgeo en Atenas. Él continuó el sacrificio, pero rechazó la corona que adornaba su cabeza y paró las música de las flautas rituales. Se explica así el carácter particular de los sacrificios a las Gracias en Paros en la Antigüedad: sin coronas de flores ni música. Androgeo había tenido dos hijos, Alceo y Esténelo, a quienes Minos había establecido en Paros con sus tíos, los hijos que él había tenido con la ninfa Paria: Nefalión, Eurimedonte, Criseo y Filolao.
Otra leyenda dice que fue colonizada por Paros de Parrasia, que llevó a la isla una colonia de arcadios. Los supuestos nombres antiguos fueron Plateia (o Pactia), Demetrias, Zacinto, Hiria, Hileessa, Minoa y Cabarnis. Atenas envió una colonia de jonios que aportaron prosperidad y crearon colonias en Tasos, y la de Pario en el Helesponto.

## Historia

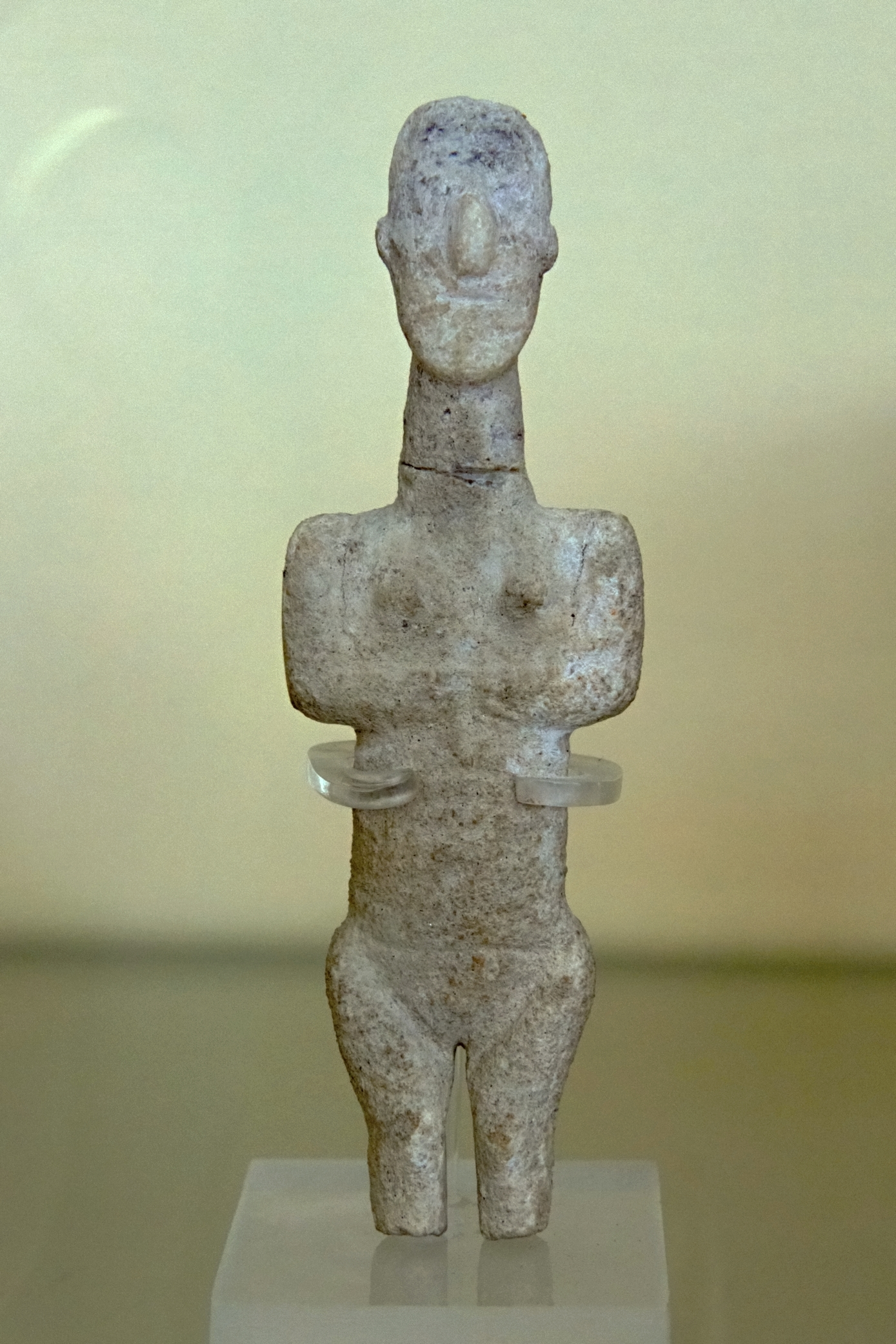
Figurilla cicládica de tipo Plastiras. Hacia 3000-2500 a. C., Museo Arqueológico de Paros.

En el islote de Sáliagos, entre Paros y Antíparos, los arqueólogos han descubierto las más antiguas huellas de hábitat en las Cícladas (al menos desde el V milenio a. C.) Las islas de Paros, Antiparos y Despotikó fueron ocupadas durante todo el periodo Cicládico Antiguo (3200 a. C. - 2200 a. C./2000 a. C.) Entre los lugares más destacados con restos de este periodo, pueden citarse las necrópolis de Kampos, —cuyos hallazgos de cerámica permitieron establecer una división cronológica entre el Cicládico Antiguo I y el Cicládico Antiguo II— y de Plastiras, —que ha dado nombre a una tipología particular de estatuillas pertenecientes a la cultura Grotta-Pelos, así como los restos de la cultura Filacopí I presentes en el asentamiento de Parikiá.
Parikiá también es uno de escasos asentamientos de las islas Cícladas que ha conservado restos arqueológicos de la cultura minoica media y reciente.
En la parte final del periodo micénico llegaron a la isla un grupo de micénicos procedentes del continente. Se instalaron en un edificio de carácter palaciego que fue construido en la acrópolis de Kukunariés y fortificaron el lugar hasta que fue destruido alrededor del 1150 a. C.
En la época arcaica, Paros fue la patria del poeta Arquíloco, a quien sus compatriotas erigieron un monumento funerario, el Arquiloqueo, del que se han conservado algunos restos. Por otra parte, el mármol de Paros fue famoso a lo largo de toda la Antigüedad.
Al comienzo de las guerras médicas la isla dependía de Naxos y estaba del lado de los persas, a quienes apoyó con una nave en la batalla de Maratón. Como castigo fue asolada por la flota ateniense dirigida por Milcíades que pidió un tributo de 100 talentos, pero la ciudad resistió y obligó a los atenienses a retirarse después de 26 días de asedio. Milcíades se hizo él solo una herida en el recinto de Deméter en Paros de la que más tarde murió. Después de la batalla de Artemisio, la isla, que continuaba siendo aliada de Persia, mantuvo la neutralidad a la espera de los acontecimientos. Temístocles le impuso un tributo al final de la guerra y entró en la Liga de Delos, donde pagaba el tributo más alto de todas las islas (30 talentos).
El gobierno fue democrático, dirigido por un senado, pero en la época de la guerra del Peloponeso, en 410 a. C., ya gobernaba la oligarquía, cuando fue allí el general ateniense Terámenes y restauró la democracia. En 387 a. C. entró en la Segunda Liga ateniense. En 385 a. C., en cooperación con Dionisio I de Siracusa, fundó una colonia en la isla llamada Faros en Iliria.
En 357 a. C. se separó de la Segunda Liga ateniense, pero perdió importancia política. Después de la muerte de Alejandro Magno dependió unos años de los Ptolomeos.
Pasó a Roma y a Bizancio, y después de 1207 fue parte del ducado de Naxos, dentro del cual formó una señoría. En 1573 pasó a los otomanos y en 1830 fue reconocida parte de Grecia.
En la isla se encontró la Crónica de Paros, una relación cronológica de eventos de la Antigüedad, dividida en dos partes: un fragmento se trasladó en 1627 al Reino Unido y el otro fragmento se encontró en 1897 y se conserva en el Museo Arqueológico de Paros.

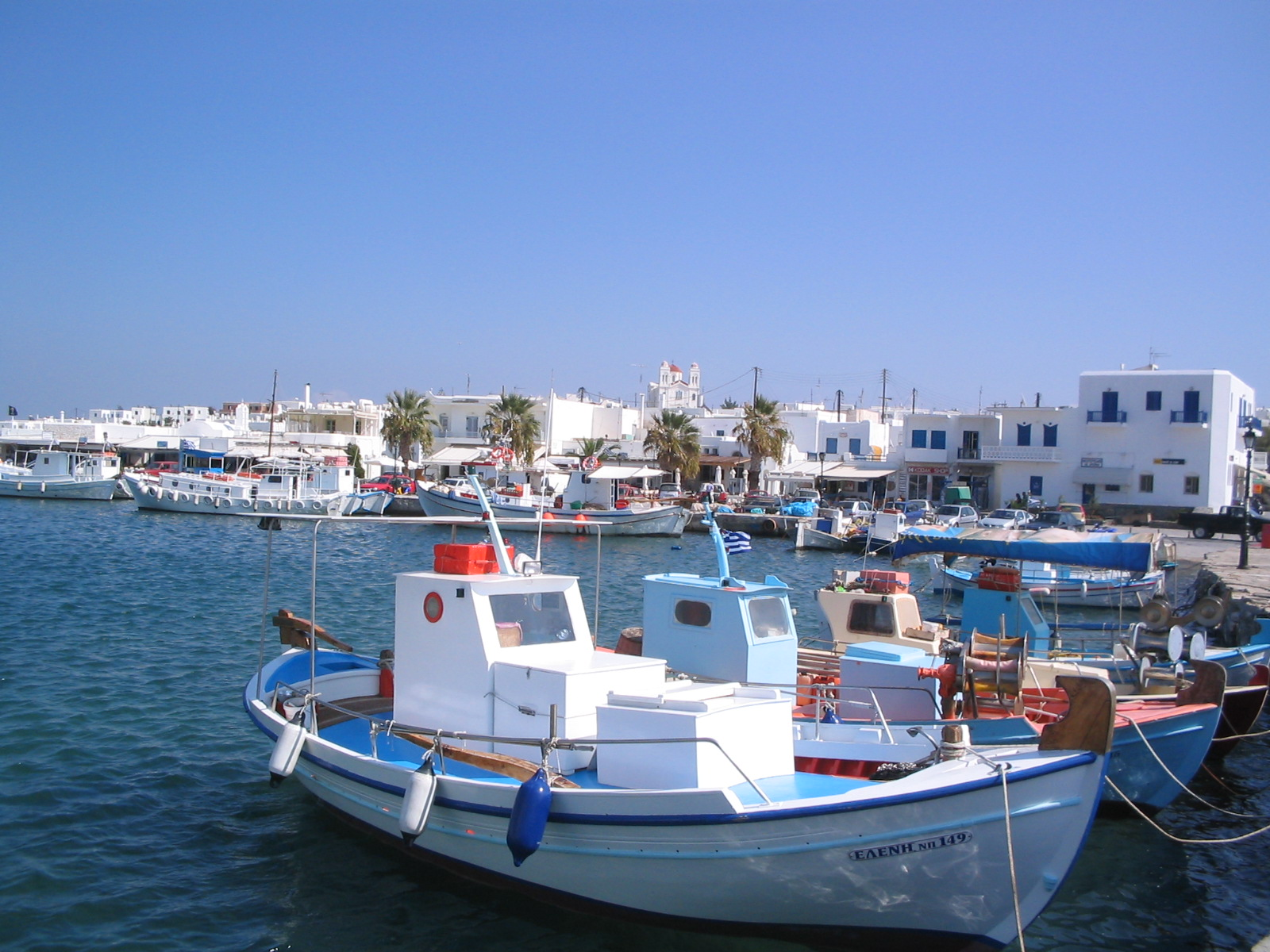
El pueblo de Nausa, en el norte de Paros.

## Excavaciones y restos arqueológicos
En la isla de Paros ha sido descubierta la ciudad homónima que ha restituido restos de muros y un templo jónico del siglo VI a. C. sobre la acrópolis ya habitada en época micénica.

Pocas son las piedras que permanecen en pie del recinto sagrado. Del templo sólo restan los cimientos y algunos elementos que, aunque pertenecientes al lugar sagrado, han aparecido como aprovechados y reutilizados en otras construcciones mucho más tarde.
También sobre la colina de Castro existen restos arqueológicos. Corresponden al santuario de Apolo con un templo dórico (siglo VII-VI a. C.) y dos altares dedicados a Artemisa, ambos pertenecientes a la época arcaica pero a periodos sucesivos.
Fuera de la zona habitada de Paros y junto a muchos otros epígrafes, Anastasios Orlandos recuperó en 1961 el que se refiere al poeta Arquíloco. La inscripción está grabada en un capitel corintio posteriormente reutilizado y encontrado en una basílica medieval.
Probablemente no lejos se hallaba el heroon (tumba) del poeta, que habría participado con su padre en la colonización de Tasos.
También podrían pertenecer al monumento algunos relieves funerarios atribuidos a la primera mitad del siglo VI a. C.

## Puerto antiguo de Paros
La isla de Paros tuvo dos puertos marítimos durante la Antigüedad. Fundó colonias, tales como Tasos en el siglo VIII a. C. y Faros en la costa dálmata en el siglo IV a. C. El Eforado griego excavó los puertos de Parikia y Nausa entre el 6 y el 11 de septiembre de 1979. En Parikia, el equipo de arqueólogos del Eforado halló varias estructuras bajo el mar en la zona del puerto. Primero se encontraron varios bloques de mármol y de piedra caliza utilizados en la arquitectura, a una profundidad de entre uno y seis metros. Se descubrieron también columnas de mármol de diferentes tamaños muy cerca de la costa en el puerto. Por otra parte, se encontró hundida a una profundidad de seis metros una pequeña columna de mármol de 36 cm de diámetro. Al noroeste de esta columnita se encontraron dos columnas de mármol, de 1,30 m y 2,80 m de diámetro, que permanecían de pie sobre la arena. También se hallaron tumbados en el fondo dos grandes bloques rectangulares de mármol, de los que el más grande medía 3,1 m de largo. Otra columna de mármol de una longitud de 4,35 m, estaba tumbada en la arena al lado de otras columnas de diversos tamaños. Es posible que estas columnas y bloques formaran el material de un edificio de mármol erigido en el paseo del antiguo puerto cerca del mar.
Sin embargo, también se ha sugerido que estos bloques formaran parte de un edificio fabricado para exportar al continente, donde habría sido ensamblado (Gruben, 1972: 28-9). Los bloques de mármol son del mismo tipo que los hallados en unas ruinas cerca de Crotona, en Italia (Pensabene, 1978: 105-118).

En la bahía de Parikia, han sido encontradas varias estructuras. Un gran edificio con varias habitaciones fue hallado muy cerca de la playa. Los muros estaban formados de piedra caliza y de gneiss. Rubensohn hizo un plano de este edificio y pensaba que se trataba de una construcción romana. Durante las excavaciones fue descubierto un gran espigón, seguramente con una función de rompeolas. La parte alta de este espigón se halla a una profundidad de dos a tres metros de la superficie. La estructura tiene forma de lengua. En sección, este malecón tiene forma de rampa con una depresión circular de dos metros de largo y un metro de profundidad.
En Nausa, al norte de la isla, fueron localizados tres malecones, así como restos de cerámica romana del siglo I a. C., y bizantina.

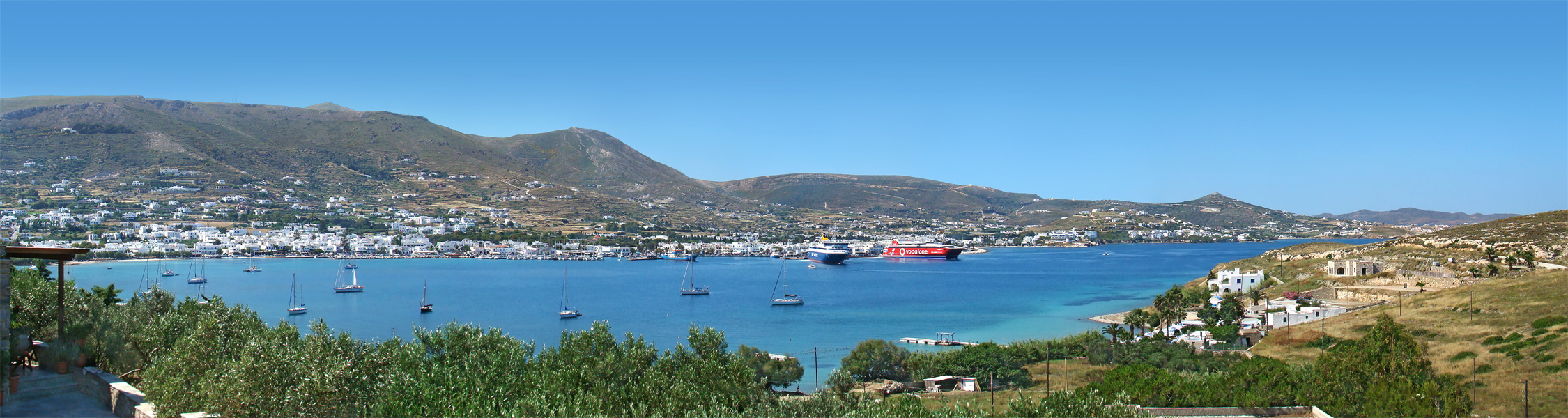
La bahía de Parikia.

## Iglesia de la Panagia Ekatontapiliani

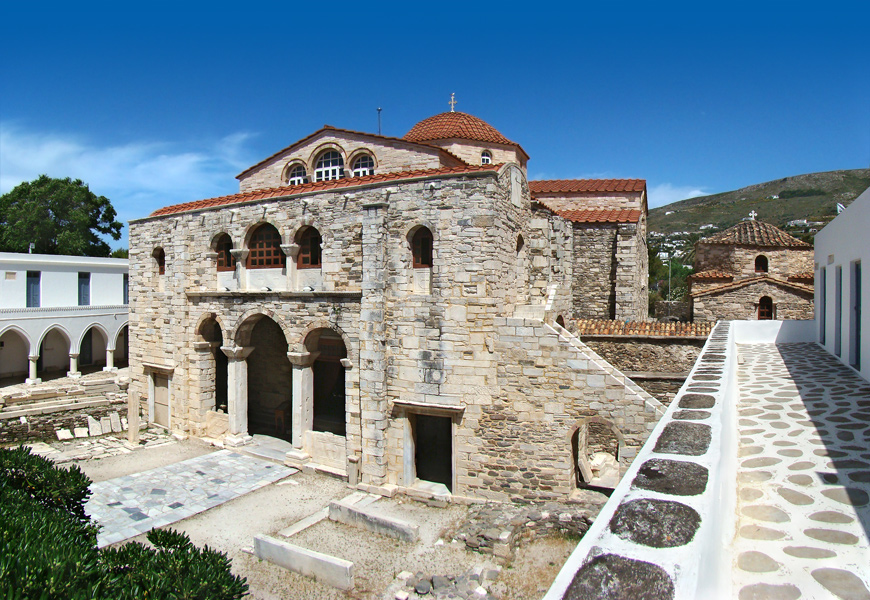
Iglesia de la Panaghia Ekatontopiliani.

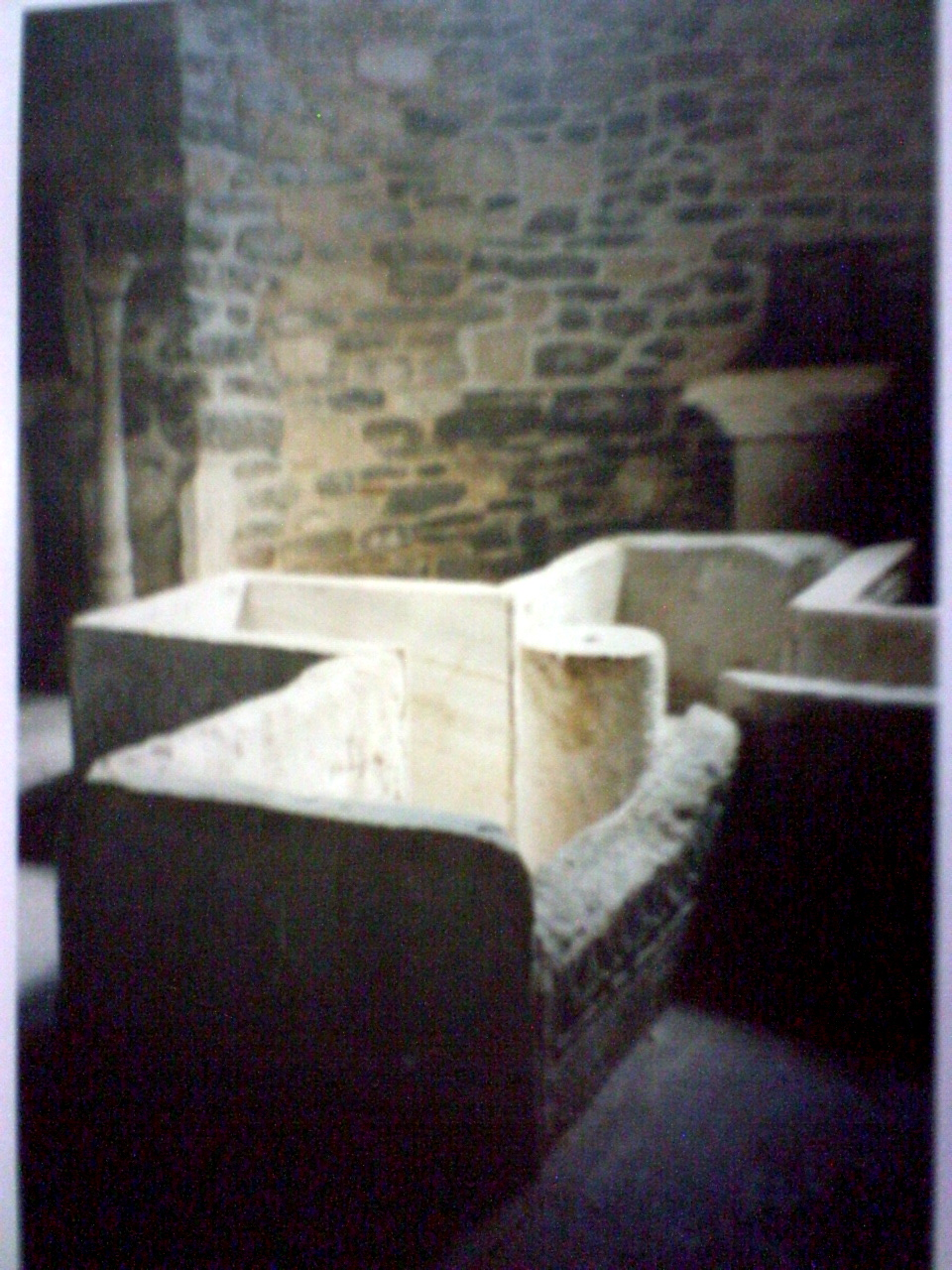
Baptisterio del.

La iglesia de la "Virgen de las Cien Puertas", es un inmenso edificio de piedra (y no encalado como todas las otras iglesias de las Cícladas) y cubierto de tejas.
Su nombre proviene de "Katapoliani": fuera de la ciudad, después de que estuviera largo tiempo situada en el desvío del burgo original alrededor del Kastro. Theodore Bent en 1894 la situaba aún "a cinco minutos de marcha de Paroikia". Él no había, dice, contado las puertas, pero dudaba de que fueran cien. Sugería que habría que añadir las ventanas, ya que la iglesia estaba rodeada de un claustro y de un monasterio.

De hecho, el nombre habría sido corrompido durante la ocupación otomana. La leyenda querría que la iglesia no tuviera más que 99 puertas y que la centésima apareciera por milagro cuando Constantinopla fuera reconquistada.
Una leyenda atribuye la fundación de la iglesia a Santa Helena, la madre del emperador Constantino I. Una leyenda diferente eligió a otra gran figura bizantina, Justiniano I, que habría mandado a Ekatontopiliani a un alumno de Isidoro, el arquitecto de Santa Sofía.
Las excavaciones del profesor Anastasios Orlandos en los años 1960 han sacado a la luz un baptisterio y un atrium, que prueban que las primeras construcciones se remontan al siglo IV.
La primera iglesia estaba en lo que actualmente es la capilla de San Nicolás. El edificio fue modificado en el siglo X. Fue perjudicado por un terremoto en 1733. El profesor Anastasios Orlandos le dio el aspecto que tiene hoy como resultado de sus trabajos científicos entre 1959 y 1966. Es él quien ha elegido dejar piedras y tejas aparentes.
La iglesia principal es en plano centrado. La cúpula central es sostenida por un tambor perforado con ventanas y cuatro colgantes, o trompas de ángulo, adornados con serafines. El conjunto está construido con piedras porosas coloreadas (principalmente en verde y rojo) lo que añade una sensación de ligereza que inspira la cúpula.
La iglesia disponía de un piso, reservado a las mujeres (gineceo).
El arquitrabe del iconostasio se remonta a siglo VI, como el cimborrio, uno de los más antiguos conocidos. El synthronon episcopal está formado de 7 peldaños semicirculares de mármol recuperado en las ruinas del teatro antiguo. Bajo el synthronon corre la fuente milagrosa en la que habría bebido San Teocristi, un santo pario enterrado en una de las capillas laterales.
San Teocristi sería un joven del siglo VIII, originario de Mitilene. Raptado con 18 años por los piratas, había logrado escapar del barco. Había encallado en Paros donde vivió como asceta en la iglesia de Ekatontopiliani. Esta leyenda podría corroborar pues, el hecho que Paros haya sido abandonada en época bizantina. Teocristi habría vivido así treinta años antes de ser descubierto por un cazador que fue asustado por este esqueleto fantasmagórico. A su muerte, se volvió patrono de la isla y fue enterrado en Ekatontopiliani.
Ekatontopiliani es un importante lugar de peregrinaje para la Asunción, casi igual que Tinos.

## Cómo llegar

### En barco
La isla está conectada con líneas regulares de ferris con El Pireo, Naxos y Miconos.

### En avión
Hay vuelos diarios desde Atenas que tardan 45 minutos.